# Важкі крейсери типу «Каунті»
Важкі крейсери типу «Каунті» (англ. County-class cruiser) — клас військових кораблів, важких крейсерів трьох підтипів, що випускалися британськими суднобудівельними компаніями наприкінці 1920-х років для військово-морських сил Великої Британії та Австралії.
Цей тип важких крейсерів став першим у Королівському флоті, що будувався за визначеними лімітами Вашингтонського договору 1922 року. Відповідно до умов договору стандартна водотоннажність такого типу крейсерів обмежувалась 10 000 тоннами, а гармати головного калібру мали бути не більшими від 8 дюймів. Загалом було збудовано 13 крейсерів, які поділялися на три підтипи: «Кент», «Лондон» та «Норфолк». Важкі крейсери типу «Каунті» стали єдиними в Королівському флоті, що відповідали вимогам «вашингтонських крейсерів».

## Проєкт

### Загальні підстави
Після підписання в 1922 році так званої вашингтонської угоди й до початку наступної морської конференції по військово-морських озброєннях у 1930 році Британською Співдружністю було побудовано 13 «вашингтонських» крейсерів. Цей тип крейсерів отримав назву «Каунті» на честь англійських і шотландських графств (це не відносилося до кораблів Австралії), однак, усі три дуже схожі між собою типи кораблів було заведено називати загальним ім'ям — тип «Каунті».
До них так само називали на початку століття броненосні крейсери типів «Монмаут» та «Девоншир», а після них, вже у 60-і роки, есмінці КРЗ типу «Девоншир». Вашингтонські крейсери типу «Каунті» виявились кораблями коштовними, тому побудувати їх у кількості, що задовольняла б потребу в захисті британських морських комунікацій, було занадто дорого. Тому, Адміралтейство вважало ліпше побудувати більшу кількість менш коштовних легких крейсерів. Після крейсерів підтипів «Кент», «Лондон» та «Дорсетшир» британці побудували тільки два менших за розмірами крейсери типу «Йорк», після чого розпочали послідовно збільшувати флотилію легких крейсерів, число яких до 1945 року досягло 50: 5 типу «Ліндер», 3 типи «Емфіон» (пізніше «Перт»), 4 типи «Аретюза», 8 типу «Саутгемптон», 2 типу «Единбург», 11 типу «Дідо», 5 типу «Блек Прінс», 8 типу «Фіджі», 3 типи «Цейлон» і 3 типу «Мінотавр». 1939 року Британська Співдружність мала у складі флоту 15 важких крейсерів і 49 легких.
Крейсери типу «Каунті» будувалися трьома серіями: I — 7 одиниць типу «Кент», введених в дію в 1928 році;
II — 4 типи «Лондон», 1929 рік;
III — 2 одиниці типу «Дорсетшир», 1930 рік.
Замовлення IV серії — 3 одиниць крейсерів типу «Нортумберланд» — 14 грудня 1930 року (ще до підписання Лондонського угоди) було скасовано. Всі ці кораблі, за винятком трьох останніх, які за рахунок зниження швидкості ходу і зменшення кількості торпедних апаратів повинні були отримати потужніше бронювання борту і авіаційне озброєння, мало відрізнялися один від одного як за характеристиками, так і за зовнішнім виглядом. І хоча на папері британські «вашингтонські» крейсери поступалися кораблям свого класу інших країн (наприклад, щодо швидкості, бронювання і зенітної артилерії), але беручи до уваги їх величезну дальність плавання, конструктивну надійність і хороші побутові умови екіпажів — слід зазначити, що вони були добре пристосовані до тієї ролі, для якої призначалися. За оцінкою більшості фахівців ці крейсери вважалися найбільш технічно оснащеними з усіх восьмидюймових крейсерів періоду 20-30-х років. А під час війни з'ясувалося, що ці кораблі більше за всі інші британські крейсери підходять для служби в полярних водах, де вони, попри важкі погодні умови, супроводжували конвої і з'єднання лінкорів і авіаносців.

### Розробка проєкту
На початку 1920-х років відповідно до досягнутих домовленостей всі морські держави розробляли свої суднобудівні програми ґрунтуючись на параметрах визначених Вашингтонською угодою. 13 листопада 1922 року в меморандумі третього морського лорда та інспектора Королівського флоту віце-адмірала Р.Бекхауза вперше повідомлялося про рішення побудувати крейсери стандартною водотоннажністю обмеженої 10 000 тоннами й озброєних 8-дюймовими (203-мм) гарматами. Після розгляду пропозицій був прийнятий варіант розміщення артилерійських систем у двогарматних баштах, які у квітні 1923 року замовили на заводах Віккерса.
Після визначення величини стандартної водотоннажності, калібру гармат і способу їхнього розміщення почалася підготовка проєктів майбутніх крейсерів. 1 серпня 1923 року на засіданні Адміралтейства розглядалися п'ять проєктів — «А», «В», «С», «D» і «Е». Кожен з цих проєктів становив корабель стандартною водотоннажністю 10 000 т з вісьмома гарматами калібру 203-мм, розміщених у чотирьох двогарматних баштах, і швидкістю ходу до 33 вузлів. Всі проєкти були схожі між собою, їх розрізняло тільки бронювання. Проєкти «В», «С», «D» і «Е» передбачали прибудову бортових булевих надбудов, що забезпечували частковий захист як від торпед, так і від снарядів, які могли влучити в корпус корабля нижче ватерлінії. Однак на практиці недостатнє бронювання бортів, особливо в районі машинних і котельних відділень, становило небезпеку для цих крейсерів навіть снаряди дрібніших кораблів, наприклад, есмінців, а надто слабке горизонтальне бронювання над тими ж відділеннями і снарядними льохами захищала їх як від снарядів калібру 203 і 152-мм, так і від авіаційних бомб. У результаті обговорень та дискусій кращим був визнаний проєкт «D», який, попри згадані недоліки, мав відносно непоганий захист льохів, здатний витримати влучення падаючого під кутом 140 ° снаряду калібру 203-мм з відстані близько 10 миль. Повна маса броні крейсеру проєкту «D» становила 745 тонн.
Однак в цілому проєкт «D» прийнятий не був і під новим позначенням «X» спрямований на наступний конкурс, який відбувся 29 жовтня 1923 року, де також розглядалися проєкти «Y» і «Z». Після тривалих оцінювань з огляду на недостатнє бронювання кораблів проєкту «X» і низьку бойову потужність кораблів проєкту «Y», обидва проєкти були відкинуті, а для подальшої розробки був обраний проєкт «Z», але з умови внесення певних змін у його конструкцію.
13 грудня 1923 року видозмінений проєкт «Z» був остаточно затверджений; автором проєкту був сер Есташ Теннісон д'Ейнкурт, відомий своєю участю в проєктуванні лінійного крейсера «Худ».
| Порівняльні характеристики вашингтонських крейсерів проєктів «X», «Y», «Z» та остаточно прийнятого на озброєння — «модифікованого Z» |                             |            |            |                         |
| Тип | Проєкт «X» (попередній «D») | Проєкт «Y» | Проєкт «Z» | Проєкт «Z» (тип «Кент») |
| Стандартна водотоннажність, т | 10 000                      | 10 000     | 10 000     | 10 000                  |
| Повна довжина, кг | 191,03                      | 191,03     | 191,03     | 192,02                  |
| Ширина, м | 21,03                       | 21,03      | 21,03      | 20,83                   |
| Осадка при стандартній водотоннажності, м                                                                                            | 4,95                        | 4,95       | 4,65       | ніс — 4,65 корма — 5,26 |
| Осадка при повній водотоннажності, м                                                                                                 | 6,17                        | 6,17       | 6,17       | 6,24                    |
| Потужність механізмів, к.с | 100 000                     | 100 000    | 75 000     | 80 000                  |
| Макс.швидкість при стандартній водотоннажності, вуз.                                                                                 | 33                          | 33         | 31         | 31,5                    |
| Макс.швидкість при повній водотоннажності, вуз.                                                                                      | 32                          | 32         | 30         | 30,5                    |
| Макс. запас палива, т | 2 800                       | 2 800      | 2 800      | 3 200                   |
| Дальність плавання при швидкості 10 вуз, м.м.                                                                                        | 7 000                       | 7 000      | 8 000      | 8 000                   |
| Кількість 203-мм гармат, од. | 8 (4 × 2)                   | 6 (3 × 2)  | 8 (4 × 2)  | 8 (4 × 2)               |
| Запас снарядів на 1 гармату | 130                         | 150        | 150        | 130                     |
| Кількість 102-мм гармат, од. | 4 (4 × 1)                   | 4 (4 × 1)  | 4 (4 × 1)  | 4 (4 × 1)               |
| Кількість 40-мм гармат, од. | 16 (2 × 8)                  | 16 (2 × 8) | 16 (2 × 8) | 16 (2 × 8)              |
| Кількість торпедних апаратів, од. | 8 (2 × 4)                   | 8 (2 × 4)  | 8 (2 × 4)  | 8 (2 × 4)               |
| Вертикальне бронювання арт.льохів, мм                                                                                                | 101                         | 101        | 76         | 101                     |
| Горизонт.бронювання арт.льохів, мм                                                                                                   | 76                          | 76         | 76         | 76                      |
| Вертикальне бронювання маш.-котельн.відділ-ня, мм                                                                                    | —                           | —          | 51         | 25                      |
| Горизонт.бронювання маш.-котельн.відділ-ня, мм                                                                                       | —                           | —          | 25         | 38                      |

Цей проєкт крейсерів став позначатися як «вашингтонські» крейсери, а після Лондонської конференції 1930 року його віднесли до типу важких. Перший прототип отримав назву «Кент», у зв'язку з чим так стала називатися і вся серія однотипних з ним кораблів. Спочатку керівництво Королівського флоту виявило бажання замовити відразу щонайменше 17 «вашингтонських» крейсерів (відповідно до військово-морської доктрини Великої Британії визначалося за константу мати у складі флоту мінімум 70 одиниць крейсерів), але вже у жовтні 1923 року замовлення скоротили до восьми кораблів, а в січні 1924 року чергове скорочення залишило лиш чотири одиниці, до якої згодом ледве додали ще одну. Бажання мати два таких кораблі висловила також Австралія, отож остаточний обсяг замовлення склав 7 крейсерів типу «Кент». У тому ж році замовлення було розміщено на чотирьох англійських і двох шотландських верфях.

### Будівництво крейсерів
Важкі крейсери типу «Каунті» для британського флоту будувалися відповідно до суднобудівної програми 1924 року, для австралійського — згідно з програмою 1925 року. Загалом крейсери були закладені в 1924-25 роках у наступній послідовності: «Бервік», «Саффолк», «Корнвол», «Кент», «Австралія» і «Канберра», а спущені на воду в 1926-27 роках — «Саффолк», «Корнвол», «Кент», «Камберленд», «Бервік», «Австралія» і «Канберра» — і будівництво завершене в 1927-28 роках. Першим був закінчений «Кент», потім «Бервік», «Камберленд», «Саффолк», «Корнвол», «Австралія» і «Канберра», але першим у вересні 1927 року на випробування вийшов «Саффолк», за ним «Камберленд», «Бервік», «Кент», «Корнвол», «Австралія» і «Канберра». Всі вони увійшли до складу флоту протягом перших семи місяців 1928 року — «Камберленд», «Бервік», «Корнвол», «Саффолк», «Кент», «Австралія» і «Канберра». Кожен з них обійшовся в середньому в 1 970 000 ф.ст., а щорічні витрати на утримання кожного корабля — 238 500 ф.ст. (у цінах 1931 року). Для порівняння, новий післявоєнний лінкор типу «Нельсон» коштував близько 7 500 000 ф.ст., а легкий крейсер типу «D», конструктивно відносився до кораблів кінця Першої світової війни — близько 850 000 ф.ст.

## Дизайн і конструкція
Важкі крейсери типу «Каунті» належали до гладкопалубних кораблів з високими бортами, трьома високими трубами та двома щоглами. Водотоннажність при будівництві виявилась нижче максимальної, встановленої Вашингтонською угодою.
Корпус «Каунті» мав загальну довжину 192,02 — 192,47 м (за іншими даними 192,24 — 192,93 м); загальну довжину між перпендикулярами — 179,79—179,83 м, бімс — 18,6 м, ширина з протиторпедними булями — 20,8 м, осадку при стандартній водотоннажності — 4,72 — 4,92 м, а при повній — 6,47 — 6,55 м. Водотоннажність бойового корабля становила: стандартна — 9 480-9 565 та повна — 13 425-13 540 довгих тонн відповідно.
Головна енергетична установка крейсерів складалась з чотирьох парових турбін для приведення в дію 4 гвинтів. «Камберленд», «Корнвол», «Кент» і «Саффолк» мали турбіни «Парсонса», решта «Брауна-Кертіса». Турбіни отримували пару від восьми нафтових «адміралтейських» водотрубних котлів. Робочий тиск пару — 17,02 атм.
Проєктна потужність становила 80 000 к.с., що мало забезпечити максимальну швидкість ходу (за повного навантаження) в 31,5 вузли (58,3 км/год). Значний, 3 200 — 3 370 тонн (за іншими даними, 3425 — 3460) запас нафти дозволяв здійснювати переходи на 13 300-13 700 миль при економічному ході 12 вузлів. При швидкості 14 вузлів дальність плавання зменшувалася до 10 400 миль, при 30,9 вуз — 3 100 — 3 300 миль, при 31,5 вуз — 2 300 миль. При економічної швидкості кораблі спалювали 2,9 т нафти на годину, а при максимальній — 31,5 т/год. Запас прісної води — 380 тонн. У мирний час екіпаж крейсерів становив 679—685 офіцерів та матросів, у флагманського корабля — 710—716 осіб. Загальна вага провіанту та спорядження для особового складу крейсера сягала 430 тонн.

## Озброєння

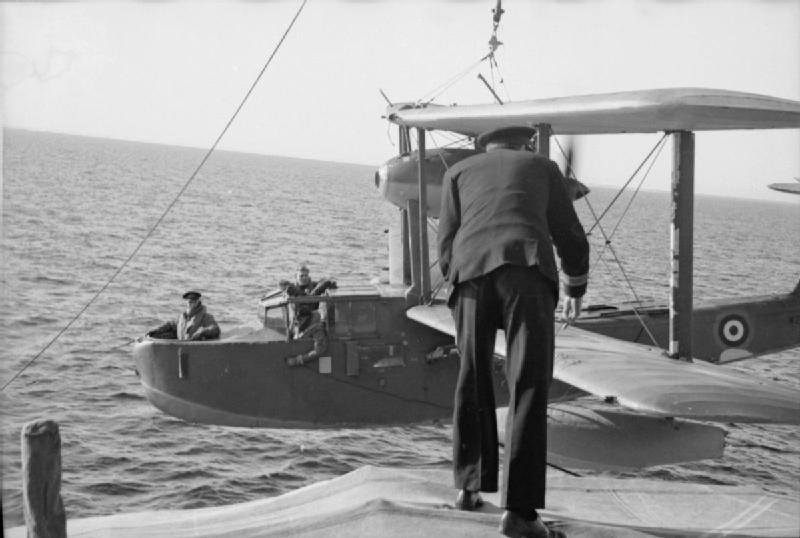
Гідроплан «Волрес» на борту крейсера «Саффолк»

Корабельна артилерія головного калібру (ГК) крейсерів «Каунті»: вісім 203-мм гармат BL 8 inch Mk VIII довжиною в 50 калібрів у подвійних баштах типу Mk.I або Mk. II 'A', 'B', 'X', та 'Y' з гідравлічними приводами; загальною вагою по 205 тонн кожна. Башти розміщувалися по центральній осі корабля та утворювали дві передні й дві кормові вогневі позиції. Сумарна вага бортового залпу становила 940 кг, вартість — 408 ф.ст. Максимальний кут піднесення +70°, зниження на −10°. Кут горизонтального наведення установок становив 340°, мертва зона — 20°. Маса снаряда 22,7 кг, початкова швидкість — 808 м/с. Гармати мали швидкострільність 3-4 постріли на хвилину на дальність — 28 000 м. Боєзапас становив 100 пострілів на ствол (мирний час) та 125—150 — у воєнний час. Живучість ствола — до 550 пострілів.

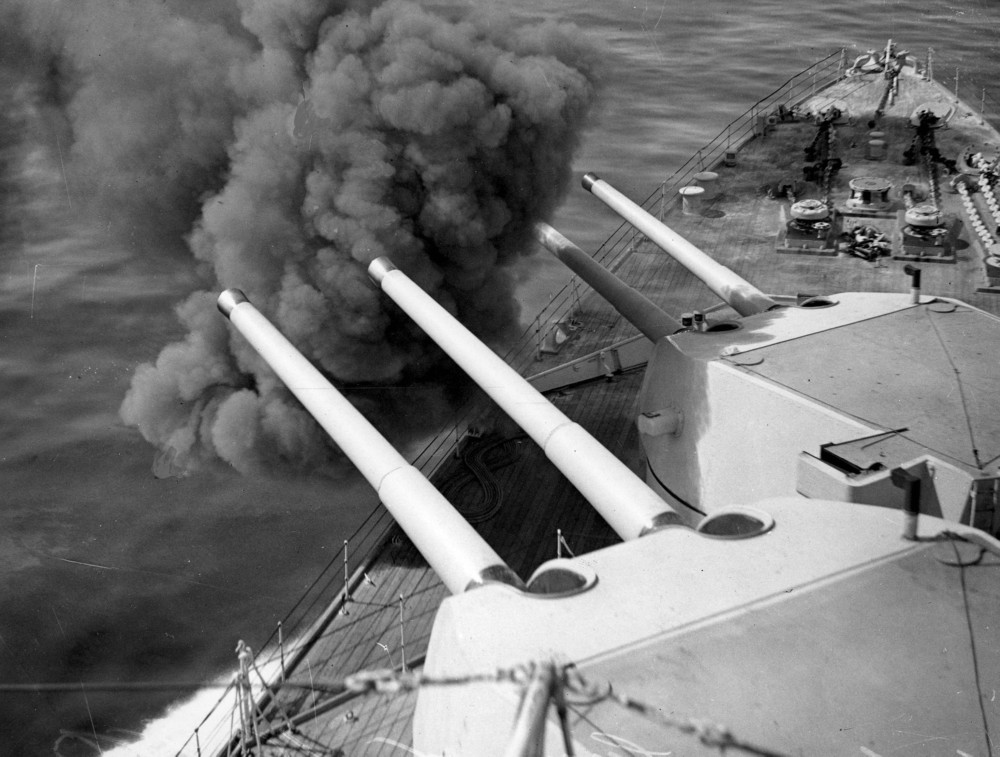
Постріл з 203-мм гармати BL 8 inch Mk VIII крейсера «Канберра»

Допоміжне артилерійське озброєння корабля включало вісім 102-мм універсальних гармат QF 4 inch Mk V з довжиною ствола у 45 калібрів у чотирьох спарених палубних установках Mk.IV. Боєзапас гармат становив 200 снарядів.
Зенітне озброєння складалося з комплексу автоматичних зенітних гармат та кулеметів, а саме восьми 40-мм автоматичних зенітних гармат Vickers QF 2 pounder Mark II, так званих «пом-пом», та восьми 12,7-мм зенітних кулеметів Vickers .50.

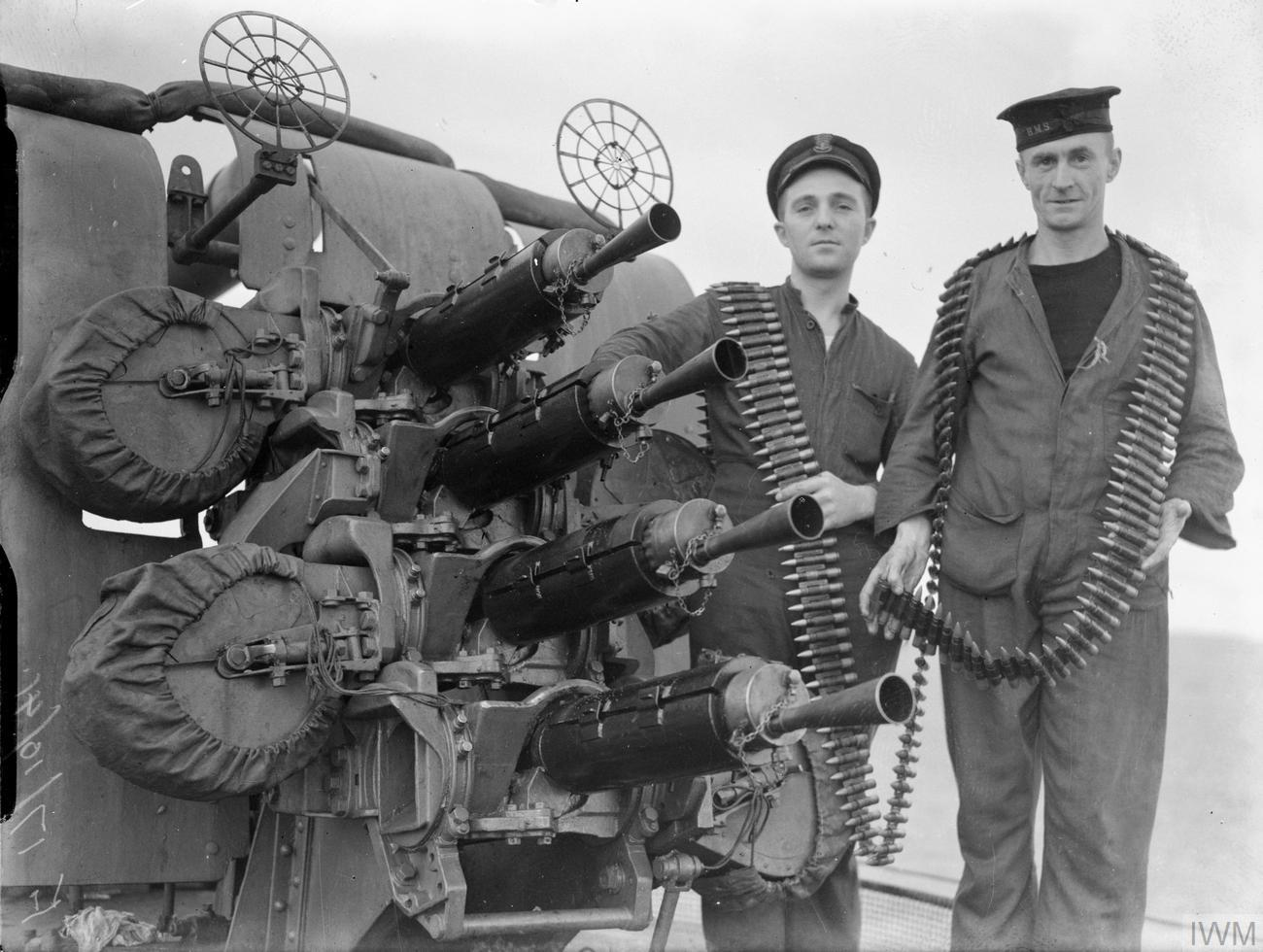
Установка 12,7-мм великокаліберного кулемету Vickers .50 на крейсері «Лондон». 1941

Торпедне озброєння крейсера складалося з двох чотиритрубних 21-дюймових (533-мм) торпедних апаратів QRIV у поворотних установках, що розташовувалися на верхній палубі по бортах під платформою установок зенітної артилерії. На кораблі встановлювалися РЛС типів 281В, 283, 293, 274, 277 та 2 зенітних директори HACS Mk. l.

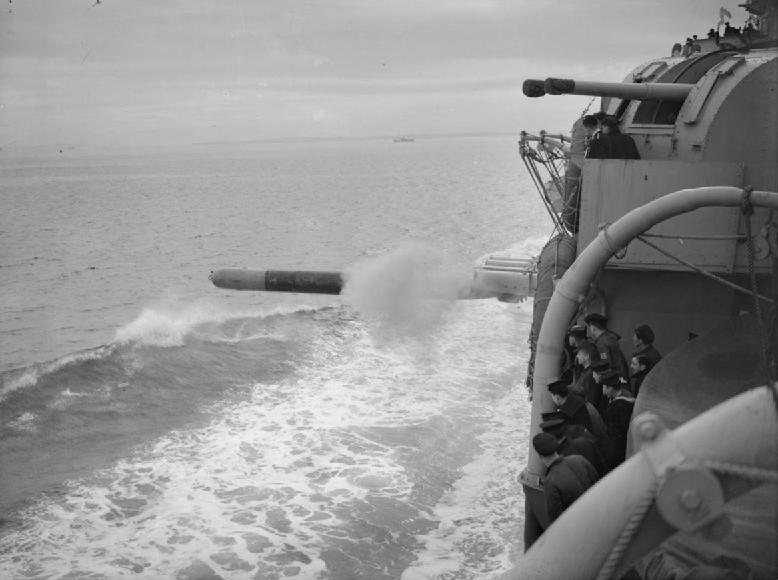
Стрільба торпедою з борту крейсера «Шропшир». Березень 1942

На момент введення важких крейсерів типу «Каунті» до строю, розміщення авіаційного озброєння на них не передбачалося. Тільки у 1931 році на кораблі були розміщені три гідролітаки «Фейрі Флайкетчер». Порохова поворотна катапульта SIIL фірми Ransomes & Rapier Ltd була встановлена тільки в 1932 році. Літак мав злітну вагу 1 351 кг, стелю 6 280 м і дальність польоту 400 км. Озброєння становили 2 кулемети і 36 кг бомб. У варіанті з двома поплавками (іноді з вбудованими в них колесами) вага апарату зростала до 1 720 кг, а швидкість і стеля знижувалися до 202 км/год і 4 260 м. Надалі «Флайкетчери» поміняли на «Оспрей», а за часів війни на деяких крейсерах базувалися поплавкові біплани-гідролітаки — морські розвідники «Волрес».

## Список крейсерів типу «Каунті»
|                                                       | Бортовий номер | Верф                                                 | Закладений        | Спущений на воду | Введений до строю | Статус                                                                                              |
| ----------------------------------------------------- | -------------- | ---------------------------------------------------- | ----------------- | ---------------- | ----------------- | --------------------------------------------------------------------------------------------------- |
| Підтип «Кент»                                         |                |                                                      |                   |                  |                   | |
| Королівський військово-морський флот Великої Британії |                |                                                      |                   |                  |                   | |
| «Бервік»                                              | 65             | Fairfield Shipbuilding & Engineering Company, Говань | 15 вересня 1924   | 30 березня 1926  | 15 лютого 1928    | 15 червня 1948 року проданий на брухт у Блайті                                                      |
| «Камберленд»                                          | 57             | Vickers-Armstrongs, Барроу-ін-Фернес                 | 18 жовтня 1924    | 16 березня 1926  | 21 січня 1928     | 1959 розібраний на брухт у Ньюпорті                                                                 |
| «Саффолк»                                             | 55             | HM Dockyard Portsmouth, Портсмут                     | 30 вересня 1924   | 16 лютого 1926   | 31 травня 1928    | 1948 розібраний на брухт у Ньюпорті                                                                 |
| «Кент»                                                | 54             | HM Dockyard Chatham                                  | 15 листопада 1924 | 16 березня 1926  | 22 червня 1928    | 1959 розібраний на брухт у Труні                                                                    |
| «Корнвол»                                             | 56             | HM Dockyard Devonport, Девонпорт                     | 9 жовтня 1924     | 11 березня 1926  | 10 травня 1928    | 5 квітня 1942 року потоплений японською авіацією під час рейду в Індійський океан                   |
| Королівський австралійський військово-морський флот   |                |                                                      |                   |                  |                   | |
| «Австралія»                                           | I84            | John Brown & Company, Клайдбанк                      | 9 червня 1925     | 17 березня 1927  | 24 квітня 1928    | 1955 розібраний на брухт у Барроу-ін-Фернес                                                         |
| «Канберра»                                            | I85            | John Brown & Company, Клайдбанк                      | 9 вересня 1925    | 31 травня 1927   | 10 липня 1928     | 9 серпня 1942 року пошкоджений у бою біля острова Саво та затоплений американським есмінцем «Еллет» |
| Підтип «Лондон»                                       |                |                                                      |                   |                  |                   | |
| «Лондон»                                              | 69             | HM Dockyard, Портсмут                                | 23 лютого 1926    | 14 вересня 1927  | 31 січня 1929     | 1950 розібраний на брухт у Барроу-ін-Фернес                                                         |
| «Девоншир»                                            | 39             | HM Dockyard, Девонпорт                               | 16 березня 1926   | 22 жовтня 1927   | 18 березня 1929   | 1954 розібраний на брухт у Ньюпорті                                                                 |
| «Сассекс»                                             | 96             | Hawthorn Leslie and Company, Геббурн                 | 1 лютого 1927     | 22 лютого 1928   | 19 березня 1929   | 1950 розібраний на брухт у Дальм'юїр                                                                |
| «Шропшир»                                             | 73             | William Beardmore & Company, Дальм'юїр               | 24 лютого 1927    | 5 липня 1928     | 12 вересня 1929   | 1943 році переданий до Австралійського королівського флоту 1954 році розібраний на брухт у Труні    |
| Підтип «Норфолк»                                      |                |                                                      |                   |                  |                   | |
| «Норфолк»                                             | 78             | Fairfield Shipbuilding & Engineering Company, Говань | 8 липня 1927      | 12 грудня 1928   | 1 травня 1930     | 1950 розібраний на брухт у Ньюпорті                                                                 |
| «Дорсетшир»                                           | 40             | HM Dockyard, Portsmouth                              | 21 вересня 1927   | 24 січня 1929    | 30 вересня 1930   | 5 квітня 1942 року потоплений японською авіацією під час рейду в Індійський океан                   |
| Підтип «Суррей»                                       |                |                                                      |                   |                  |                   | |
| Суррей                                                | Н/Д            | HM Dockyard, Девонпорт                               | Н/Д               | Н/Д              | Н/Д               | Скасовані 14 січня 1930                                                                             |
| Нортумберленд                                         | Н/Д            | HM Dockyard, Портсмут                                | Н/Д               | Н/Д              | Н/Д               | Скасовані 14 січня 1930                                                                             |